# Marcos Raggio de Salles
Marcos Raggio de Salles (Salvador, 20 de novembro de 1885 — Rio de Janeiro, 6 de setembro de 1965) foi um violinista e compositor brasileiro, de família paraense. Foi, juntamente com Flausino Vale e Manuel Joaquim de Macedo, um dos primeiros compositores a escrever para violino solo no Brasil.
Marcos Salles cresceu num ambiente em que a música estava muito presente, pois ambos os pais tocavam piano. Seu pai, o médico Mecenas Salles, acompanhava com entusiasmo o movimento artístico de Belém do Pará. Aos 13 anos Salles se interessa pelo violino, e toma aulas com o professor italiano Luigi Sarti, mestre de muitos instrumentistas da região. Sarti o recomenda a seu irmão, e é assim que Marcos Salles parte para um período de estudos na Real Academia de Bolonha com Federico Sarti em 1908.  A maneira abrangente e virtuosística com que Salles explora a técnica de arco revela sua conexão direta à escola franco-belga (Federico Sarti foi aluno de Henryk Wieniawski). De lá volta com o diploma de "maestro violinista" e com algumas composições debaixo do braço. Eram os Seis caprichos para violino solo op. 20 escritos entre 1907-1909 que apresentam diferentes maneiras de tratar o violino, em escala crescente de dificuldades, é um conjunto de obras da juventude, claramente inspiradas em Paganini. Os caprichos, todos da forma aria da capo, revelam a personalidade do autor no domínio de todos os golpes de arco e na sistemática alternância modal. Ao que tudo indica, é a primeira vez que um brasileiro escreve um conjunto de peças para violino solo. Compôs também obras como Lamento do Índio, Reminiscências, Cavatina, todas dotadas de adorável sensibilidade.
Ao retornar, viveu entre Salvador, Belém e excursionando para Manaus, onde dava com frequência concertos que incluíam obras suas. Em 1911, decide ir morar no Rio de Janeiro, e pontua sua viagem com apresentações em diversas capitais, como São Luís, Recife e Vitória. Em 1914, funda em Niterói a Escola de Música Fluminense; quatro anos mais tarde, é a vez de colaborar na criação da Academia de Música da Bahia, que logo se torna uma das principais escolas de música do Estado; e, em 1936, funda ao lado de Lorenzo Fernandez o Conservatório Brasileiro de Música, ocupando a cadeira de violino e formando gerações de violinistas. Seu interesse pelo ensino fez com que criasse vários métodos de iniciação musical ao violino, bem como a "Manu Pauta", método de ensino de música e canto, publicado em 1938. Neste período revela-se outro talento no artista, o de escultor: observando os colegas do Liceu de Artes e Ofícios, inicia-se na prática e obtêm sucessivos prêmios no Salão Nacional de Belas Artes. O busto de Lorenzo Fernandez que esculpiu pode ser visto hoje em dia no Largo do Machado, no Rio de Janeiro. Salles segue ensinando, compondo e dando concertos até falecer nesta cidade a 6 de setembro de 1965.
Seu catálogo de obras já organizadas conta com 92 peças, que abrangem o piano solo, canto e piano, violoncelo e piano, coros, arranjos e muitas composições para violino e piano, entre outras. Deste total, 21 foram escritas para violino solo - isso sem contar as cadências que escreveu para concertos de Mozart, Viotti, Paganini e Beethoven. Nas peças para violino, Marcos Salles procurava caracterizar o ambiente amazônico em que crescera, incorporando melodias folclóricas e retratando mitos e lendas da região em obras como Lenda da lua, A chuva no Pará, O saci, A Matinta e o curupira, A viola do caboclo, etc.
Salles editou algumas de suas peças ao longo da vida - como Ave Maria e Sonho de Tartini(cadência para a famosa sonata Trillo del diavolo, de Tartini), ambas para violino solo - mas principalmente deixou gravações, em antigos discos de cera e 78 rpm. Nestes registros privilegiou sua faceta de intérprete gravando obras de outros autores mais do que as próprias. Alguns dos discos que gravou podem ser ouvidos hoje em dia na Discoteca Oneyda Alvarenga do Centro Cultural São Paulo. Sua filha Marena Salles e o musicólogo Vicente Salles têm empreendido um louvável esforço para recolocar a obra de Salles em circulação, publicando edições de diversas obras.
Marcos Salles foi um dos primeiros brasileiros a buscar autonomia no violino desacompanhado. Sua influência foi importante na carreira de Flausino Vale, que efetivamente adicionou notável página à literatura internacional